# Takehisa Sakamoto
Takehisa Sakamoto (坂本 武久 Sakamoto Takehisa?), född 26 augusti 1971 i Yamanashi prefektur, är en japansk före detta fotbollsspelare.
Sakamoto började sin karriär 1994 i Kofu SC (Ventforet Kofu). Han avslutade karriären 2000.